# Incident de Takebashi
L'incident de Takebashi est une rébellion armée qui se produit le 23 août 1878 et à l'occasion de laquelle 260 membres de la garde impériale japonaise de l'Armée impériale japonaise se mutinent et tuent leurs officiers. L'origine de la révolte est la demande des soldats d'être payés pour leur participation à la répression de la rébellion de Satsuma. Les soldats, stationnés au quartier général de la garde impériale à Takebashi, situé juste au nord du palais d'Akasaka, préparent l'incendie du palais. Le gouvernement fait exécuter 53 des mutins après avoir réprimé l’insurrection.

## Source de la traduction
- (en) Cet article est partiellement ou en totalité issu de l’article de Wikipédia en anglais intitulé « Takebashi Incident » (voir la liste des auteurs).